# Günter Tuzina
Günter Tuzina (* 1951 in Hamburg) ist ein deutscher bildender Künstler. Er wird sowohl der konkreten Kunst nach den Prinzipien der Gruppe De Stijl als auch der Übermalkunst nach Arnulf Rainer zugeordnet. 1981 wurde er mit dem Villa-Romana-Preis ausgezeichnet.

## Leben
Tuzina studierte von 1971 bis 1977 an der Hochschule für Bildende Künste in Hamburg, zuletzt bei Franz-Erhard Walther.
Von 1982 bis 1999 wirkte er in Köln. Danach, 1999 bis 2006 in Berlin, von 2006 bis 2010 in München, von 2010 bis 2021 in Köln und seit 2021 in Düsseldorf.
Im Jahr 1976 und 1977 hatte er erste Ausstellungen mit Wandarbeiten und Zeichnungen bei Konrad Fischer, Düsseldorf, und im Kunstraum München unter der Leitung von Hermann Kern. Dieser hat eine der ersten Wandarbeiten von Günter Tuzina in der Klasse von Walther gesehen und daraufhin beschlossen, ihn einzuladen, eine Ausstellung im Kunstraum München zu gestalten. Es folgten anschließend Ausstellungen im In- und Ausland. Unter anderem wurde er auch zu der Ausstellung „Europa 79“ eingeladen, die in Stuttgart stattfand.
1989 erschien das erste Künstlerbuch „Übermalungen 1987“ beim Verlag Fred Jahn, München. Und das zweite Künstlerbuch „Übermalungen 2004-2007“ erschien im Salon-Verlag, Köln in 2013.
Er wurde von 1987 bis 2001 von der Galerie Fred Jahn, München vertreten und arbeitet seit 2000 mit der Slewe Gallery, Amsterdam zusammen. Der Katalog „Welt“ ist im Salon-Verlag in Zusammenarbeit mit der Slewe Gallery neu erschienen.

## Werk
Günter Tuzinas Werk wird sowohl der konkreten Kunst nach den Prinzipien der Gruppe De Stijl als auch der Übermalkunst nach Arnulf Rainer zugeordnet.
Ulli Seegers, Universitätsprofessorin für Kunstvermittlung und Kunstmanagement an der Heinrich-Heine-Universität (Düsseldorf), kommt im Geleittext zum Katalog „Günter Tuzina : Welt = world“ zu folgender Einschätzung: „Günter Tuzina ist ein zutiefst modernistischer Künstler im Wortsinne, einer, der an die Malerei und ihre Transformationsmöglichkeiten glaubt. Das Widerständige dieser Kunst steckt dabei auch darin, dass die Betrachter aufgefordert werden anzuhalten, neu nachzudenken, neu zu sehen. Und damit auch neu denken zu lernen. Tuzinas Bilder nehmen sich diese Freiheit, und sie bieten sie an – als Eingänge zur Wirklichkeit und Öffnungen zur Welt. Letztlich geht es damit immer um die Gegenwärtigkeit eines Bildes. ‚Dieser Prüfprozess ist noch längst nicht abgeschlossen, und die radikalen Vereinfachungen und radikalen Komplizierungen, die die neueste abstrakte Kunst in so großer Zahl aufweist, belegen, dass er mit fortschreitender Entwicklung immer gründlicher wird‘. Dem möchte man sich allzu gern anschließen“ (Ulli Seegers, 2020, S. 113).

## Ausstellungen
Es fanden Einzelausstellungen zu seinen Werken unter anderem 1977 im Kunstraum München, 1990 in der Kunsthalle Zürich, 1991  im Fridericianum in Kassel und beim Kölnischen Kunstverein sowie 1992 im Haager Kunstmuseum statt. Das Kunstmuseum im Haag hielt darüber hinaus 1985 und 2002 Retrospektiven.

### Ausstellungen (Auswahl)
- 1977     Kunstraum München
- 1979     Stuttgart, ‚Europa ‚79’
- 1979     Galerie Klein, Bonn
- 1980     Galerie van Krimpen, Amsterdam
- 1981     Stuttgart, Galerie Max Hetzler, ‚Kunst aus Westdeutschland’
- 1983     Stedelijk Museum, Amsterdam
- 1987     Galerie Fred Jahn, München
- 1987     Turin, Castello di Rivoli, ‚Ouverture’
- 1988     Madrid/Barcelona, Fundaciòn Caja de Pensiones, ‚La razon revisada’
- 1989     David Nolan Gallery, New York
- 1990     Kunsthalle Zürich
- 1990     New York, MoMA, ‚Drawings in the Eighties from the Collection Part 1´
- 1991     Museum Fridericianum, Kassel
- 1991     Kölnischer Kunstverein
- 1992     Haags Gemeentemuseum, Den Haag
- 1992     Galerie Nächst St. Stephan/Rosemarie Schwarzwälder, Wien
- 1992     Städtische Galerie im Lenbachhaus, München
- 1995     Galerie Fred Jahn, München
- 1996     New York, MoMA, ‚Beuys and After: ‚Contemporary German Drawings from the Collection
- 1999     Galerie Brandstetter & Wyss, Zürich
- 2000     Slewe Gallery, Amsterdam
- 2002     Gemeentemuseum Den Haag, Den Haag, ‘Between Yellow and Blue’
- 2002     Galerie Max Hetzler, Berlin
- 2006     Galerie Fahnemann, Berlin, „sun and black“
- 2010     Ostdeutsche Galerie Regensburg, ´permanent trouble` (Sammlung Herbert Kopp)
- 2013     Slewe Gallery Amsterdam, ´Das andere Quadrat und Tondo´
- 2013     Bonn, Bonner Kunstverein, ´SIEHT MAN JA WAS ES IST´, Die Editionen der Galerie Erhard Klein, 1972–2006
- 2020     Slewe Gallery Amsterdam, ´Und mit Rot´[9]

### Arbeiten in öffentlichen Sammlungen
Deutschland:
- Kupferstichkabinett Berlin
- Lenbachhaus München
- Museum Brandhorst, München
- Sammlung Deutsche Bank AG, Frankfurt
- Sammlung zeitgenössischer Kunst der Bundesrepublik Deutschland
- Staatliche Graphische Sammlung, München
- Staatsgalerie Stuttgart, Stuttgart

Österreich:
- Die ERSTE-Sammlung internationaler Kunst, Wien

Niederlande:
- Van Abbemuseum, Eindhoven
- Museum Boijmans von Beuningen, Rotterdam
- Kunstmuseum, Den Haag
- Stedelijk Museum, Amsterdam

Frankreich:
- Collection Societé Générale, Paris

Vereinigte Staaten von Amerika:
- MoMA Museum of Modern Art, New York, NY[10]

## Auszeichnungen
- 1981 Villa-Romana-Preis, Florenz

## Videos und Interviews
- Günter Tuzina at Slewe Gallery, Amsterdam, October 2011: An interview with German artist Günter Tuzina by Robert-Jan Müller (English subtitles)[11]
- Interview with Günter Tuzina by Slewe Gallery, Oktober 13th until November 17th 2018 by Robert van Altena[12]